# ARA Towora (P-84)
El ARA Towora (P-84) o Towwora (originalmente LT-3) fue una lancha torpedera de la Armada Argentina, actualmente exhibida en la costanera de Ushuaia, capital de la provincia de Tierra del Fuego, Antártida e Islas del Atlántico Sur.

## Historia
Towora fue enviada a la Base Naval Ushuaia en 1968, conformando la Agrupación de Lanchas Rápidas junto a la ARA Alakush (P-82). Ambas naves conformaron un lote de diez lanchas torpederas del tipo Higgins que la Armada Argentina había comprado en 1948 como excedente de la Segunda Guerra Mundial a Estados Unidos. Las lanchas, que habían cumplido funciones en el teatro de operaciones en el océano Pacífico, llegaron a la Argentina procedentes de Nueva Orleáns desarmadas a bordo de buques mercantes y fueron asignadas a la Base Naval de Río Santiago. La Towora fue puesta bajo el comando del teniente de navío Anatol Tarapow para patrullar el canal Beagle y sus alrededores.
Antes de su traslado, durante su actividad como escuadrilla del Río de la Plata, operaba en aguas de San Clemente del Tuyú para operaciones de rutina y adiestramiento y en Mar del Plata para lanzamientos de torpedos y pruebas de artillería. También recorrían los ríos Paraná y Uruguay.
En 1969 la Towora fue modificada para mejorar la navegación en las aguas australes, contando con carroza de aluminio y armamento ofensivo. También fue provista de un sistema de velas de calefacción en el cuarto de máquinas que debían mantener una temperatura mínina de 10°C y una máxima de 15 °C, para no tener problemas con los motores.
Tanto la Towora como la Alakush se constituyeron en las primeras unidades de combate con apostadero permanente en Tierra del Fuego, luego de la incursión en la bahía Ushuaia (en las aguas argentinas del canal beagle) de la lancha torpedera chilena Quidora (PTF-82) en 1968. En la base naval de Ushuaia, ambas lanchas recibieron sus nombres definitivos.
En 1978, debido al conflicto del Beagle con Chile, la Towora, junto a la Alakus fueron enviadas a la bahía Lapataia con boyones de amarre, formando parte del teatro de operaciones Ushuaia. La lancha fue comandada por el teniente de navío Carlos Olveira. El gris naval con el que contaba el casco de la lancha fue rápidamente suplantado por un camuflaje tricolor (negro, verde y marrón) y los indicativos desaparecieron. También cambió sus cañones de 20 mm a 40 mm. La Towora cumplió servicio hasta 1984 cuando fue dada de baja del servicio.
Luego de la baja, la lancha fue utilizada como pontón de amarre y fue barada en el predio de la Asociación Fueguina de Actividades Subacuáticas y Náuticas de Ushuaia utilizándose como pañol. En 2009 comenzaron las tareas de recuperación para su puesta en valor. Se pintó y se reparó el casco y el puente de comando, reubicando la lancha en un sector de la costanera de la ciudad cercano al Aeroclub Ushuaia que se convertirá en un parque temático.

## Características
La lancha era propulsada por tres hélices impulsadas por tres motores a nafta Packard de 1.500 HP cada uno. Su radio de acción era de 1.000 millas a 20 nudos. Como combustible utilizaba gasolina de 90 octanos con una carga de nueve toneladas. El armamento de la lancha incluía dos cañones Bofors doble propósito de 20 mm en crujía, uno en la proa y otro en la popa, y cuatro ametralladoras de 12,7 × 99 mm OTAN.